# Delphinium yuchuanii
Delphinium yuchuanii är en ranunkelväxtart som beskrevs av Yi Zhi Zhao. Delphinium yuchuanii ingår i släktet storriddarsporrar, och familjen ranunkelväxter. Inga underarter finns listade i Catalogue of Life.